# Tour della nazionale maschile di rugby a 15 di Samoa 2004-2007
Nel periodo tra le edizioni della Coppa del Mondo di rugby del 2004 e del 2007, la nazionale di rugby XV di Samoa si è recata varie volte in tour oltremare. L'attività si è però alternata con quella dei Pacific Islanders.

## 2005 in Australia
| Sydney 8 giugno 2005 | NSW Country | 0 – 39 | Samoa XV |  |

| Sydney 2 giugno 2005 | Australia | 74 – 7 | Samoa |  |

## 2005 in Europa ed Argentina
Nel 2005 le Samoa si recano in Europa, dove mettono alle corde la Scozia, prima di conquistare una prestigiosa vittoria con l'Argentina (facilitata dall'assenza dei "pumas " impegnati nei campionati di club europei).
Senza storia invece il match con l'Inghilterra
| Edimburgo 19 novembre 2005 | Scozia | 18 – 11 | Samoa | Murrayfield |

| Londra 26 novembre 2005 | Inghilterra | 40 – 3 | Samoa | Twichenham |

| Buenos Aires 3 dicembre 2005 | Argentina | 12 – 28 | Samoa |  |

## 2007 in Sudafrica
Impegnata principalmente nel Sei Nazioni del Pacifico, Samoa incontra solo il Sudafrica in amichevole. La sconfitta è più pesante di quanto i valori in campo abbiano mostrato.
| Johannesburg 9 giugno 2007 | Sudafrica | 35 – 8 | Samoa | Ellis Park |

## 2007 in Inghilterra
Tour finale di rifinitura per la Coppa del Mondo
| Londra 17 agosto 2007 | Harlequins | 22 – 21 | Samoa XV | Stoop |

| Northampton 19 agosto 2007 | Northampton Saints | 21 – 24 | Samoa XV |  |

| Sale 24 agosto 2007 | Sale Sharks | 7 – 26 | Samoa XV |  |